# Luigj Bumçi
Luigj Bumçi, född den 7 november 1872 i Shkodra i Ottomanska riket, död den 1 mars 1945 i Albanien, albansk politiker och katolsk biskop, släkt med Pashko Vasa.
Bumçi prästvigdes 1903 och vigdes 1911 till biskop av Lezha. Han skickades 1919 av den albanska regeringen till Paris för att leda förhandlingarna å Albaniens vägnar vid fredskonferensen där. Han deltog 1920 även vid kongressen i Lushnja som företrädare för det katolska samfundet i Albanien och blev vald som medlem i Högsta Rådet i dess interimsregering. Han drog sig undan från politiken efter en misslyckad statskupp mot Ahmet Zogu, fråntogs sitt medlemskap i Högsta Rådet och återgick till sin kyrkliga verksamhet.